# Oudere
De term oudere is een levensfase in het leven van de mens, bedoeld om mensen aan te duiden van, bij benadering, 60 tot 70 jaar oud. De leeftijdsfase van oudere volgt hierin op de leeftijdsfase van de volwassene, en gaat vooraf aan de leeftijdsfase van de bejaarde mens. 
In Nederland wordt tegenwoordig in de praktijk deze term ook vaak als synoniem voor senioren of bejaarden gebruikt (vanaf 65 jaar) en is de term medioren bedacht voor mensen in de leeftijdsklasse daarvoor; van rond de 50 jaar tot rond de 65 jaar. In de tweede helft van de 20e eeuw kwamen mensen van rond de 50 soms al in aanmerking voor vervroegd pensioen (VUT). Door de toegenomen levensverwachting en de daaraan gekoppelde AOW-leeftijd en het pensioenstelsel (actuariële overleving) is de leeftijdscategorie van 50 tot 65 jaar (en daarna) echter steeds meer door gaan werken en heeft daarbij ook andere levenswensen gekregen, waarop ingespeeld wordt door de markt. Ook is onder andere onder invloed van de verbeterde zorg het gevoel van oud zijn (en gebreken ervaren) vaak opgeschoven naar een latere leeftijd, die soms ver voorbij de 70 ligt.
De Verenigde Naties bepleiten de internationale viering van een dag waarop ouderen in het algemeen worden herdacht: de Internationale dag van de ouderen, op 1 oktober. 

## Referentie
1. ↑  Drs. H.M. de Vocht, Drs. J.H.J. de Jong (1999). Menswetenschappen in de verpleegkundige beroepsuitoefening. Bohn Stafleu Van Loghum, pp. 342. ISBN 90 313 2572 4.
2. ↑  oudere. Algemeen Nederlands Woordenboek.
3. ↑  medior. Algemeen Nederlands Woordenboek.
4. ↑  Medioren, een (her)ontdekking voor de culturele sector. MMNieuws (1-2-2008).

eicel · zygote · embryo · foetus · baby · peuter · kleuter · kind · puber · adolescent · volwassene · oudere · bejaarde